# Еврейская конфедерация Украины
Еврейская конфедерация Украины (укр. Єврейська конфедерація України) — всеукраинское объединение общественных организаций, созданное в 1999 году. Конфедерация объединяет независимые общественные, благотворительные, религиозные еврейские организации. Президент ЕКУ — бизнесмен, инвестор, вице-президент Всемирного еврейского конгресса Борис Ложкин (с мая 2018 года).
Учредители Конфедерации: Объединение иудейских религиозных организаций Украины, Общество еврейской культуры Украины, Ассоциация еврейских организаций и общин Украины (Ваад Украины), Киевская городская еврейская община.

## Цели
Главные направления работы организации — борьба с антисемитизмом, внутренняя и международная поддержка украинской еврейской общины, укрепление связей с Израилем, сохранение памяти о жертвах Холокоста.

## Деятельность
В сентябре 2018 года Еврейская конфедерация Украины объявила о старте проекта «Праведники моего города», который предусматривает переименование улиц в честь Праведников народов мира. Это звание присуждается израильским Мемориальным комплексом истории Холокоста «Яд ва-Шем» неевреям, которые с риском для собственной жизни спасали евреев во время Второй мировой войны. По данным «Яд ва-Шем», на Украине насчитывается более 2,6 тыс. праведников. Харьков стал первым городом, присоединившимся к проекту «Праведники моего города». В октябре 2018 года Харьковский городской совет утвердил решение о названии новой улицы именем Александры Беловой — признанной Праведницы народов мира.
К концу 2021 года на Украине именами Праведников народов мира названы уже 22 улицы, 1 сквер, установлено 5 памятных знаков, открыт Мемориал Праведникам в Мелитополе.
В мае 2019 в Киеве прошёл международный Kyiv Jewish Forum, собравший более 500 участников из многих стран мира. В сентябре 2020 в партнёрстве с изданием The Jerusalem Post в онлайн-режиме прошёл второй Kyiv Jewish Forum. Аудитория Kyiv Jewish Forum 2020 составила 83 000 человек. В форуме приняли участие три президента (Владимир Зеленский, Реувен Ривлин, Александр Квасьневский), сменный премьер-министр Израиля Бени Ганц.
К 80-летию трагедии Бабьего Яра Еврейская конфедерация Украины издала книгу «Праведники народов мира. Украина».